# Дивайн, Адам
Адам Патрик Дивайн (англ. Adam Patrick DeVine; 7 ноября 1983, Уотерлу, Айова, США) — американский актёр, комик, певец, сценарист, продюсер и актёр озвучивания. Наиболее известен ролью Адама Димампа в телесериале «Трудоголики», а также ролью Бампера Аллена в фильмах «Идеальный голос» и «Идеальный голос 2». Он также сыграл в таких комедиях, как «Соседи. На тропе войны», «Стажёр» и «Свадебный угар».

## Ранняя жизнь
Дивайн родился в Уотерлу, штат Айова в семье Денниса и Пенни Дивайн. В 2002 года окончил среднюю школу Миллард-Саут в городе Омаха, штат Небраска. В июне 1995 года, когда Адаму было 11 лет, его сбил цементовоз. Дивайн получил множественные переломы обеих ног. В течение 3-х лет ему было сделано несколько операций и потребовалось 2 года, чтобы заново научиться ходить.
В одном интервью он заявил: 

Было очень тяжело, потому что я должен был заново учиться ходить, стоять, сидеть и т. д. Ноги были полностью искалечены. Я думаю, этот опыт помог мне понять, что всё возможно.
Оригинальный текст (англ.)It was really tough because I had to relearn how to walk, stand up, sit up and everything. The legs were totally mangled. I think that experience helped me realise that anything is possible.

Обучался в колледже Ориндж-Кост, вместе со своим другом и коллегой по телесериалу «Трудоголики» Блейком Андерсоном.
Позже переехал в Лос-Анджелес, чтобы попробовать себя в качестве комика и актёра.

## Карьера
Он является выпускником старшей школы Миллард Юг 2002 года. В 2006 году Дивайн и его друзья Блейк Андерсон, Андерс Холм и Кайл Ньюачек создали стендап-группу «Mail Order Comedy». Она была популярна на таких сайтах как Myspace и YouTube.
6 апреля 2011 года состоялась премьера телесериала «Трудоголики», в котором снялись актёр и его друзья по стендап-группе. Они также выступили в роли создателей и продюсеров этого ситкома. Телесериал получил положительные отзывы критиков.
Дивайн сыграл небольшую роль в фильме 2007 года «Маменькин сынок» и в фильме 2009 года «Типа крутые спартанцы». Он также сыграл эпизодическую роль в телевизионном сериале «Кто такая Саманта?» и снялся в сериале «Светофор». В 2013 году актёр появился в телесериале «Сообщество», где сыграл небольшую роль Уильяма Уингера, сводного брата Джеффа Уингера. В том же году он появился в эпизоде телесериала «Замедленное развитие». В 5, 6 и 7 сезонах телесериала «Американская семейка» Дивайн сыграл роль Энди.
В 2012 году он появился в фильме «Идеальный голос» в роли Бампера Аллена. По мнению критиков, эта работа стала прорывом в карьере актёра, в полной мере продемонстрировав его потенциал. За эту роль Дивайн был удостоен награды «Teen Choice Awards» в номинации «Choice Movie: Злодей». Он также появился во второй части фильма и получил кинонаграду MTV за лучший поцелуй (совместно с Ребел Уилсон). В 2016 году Дивайна утвердили на одну из главных ролей в фильме «Свадебный угар» вместе с Заком Эфроном. По мнению журнала «Variety», получить эту роль актёру помогли его «остроумие и раскрепощённость».
В июне 2016 года было объявлено, что Дивайн, Андерсон, Холм и Ньюачек работают над новым фильмом совместно с Сетом Рогеном. В том же 2016 году он снялся в клипе группы Blink-182 на песню «She’s Out of Her Mind». В том же году был выбран на роль Ноа Эшби в фильме «Когда мы познакомились», совместно с Александрой Даддарио, Шелли Хенниг и Робби Амеллом. 2 ноября 2016 года стало известно, что Адам снимется в семейном фильме «Magic Camp» в роли Энди Тукермана, волшебника-неудачника, который возвращается в лагерь своего детства, чтобы обучать молодых волшебников. Премьера фильма назначена на 6 апреля 2018 год.
В 2017 году Дивайн был ведущим церемонии MTV Movie & TV Awards. В том же году присоединился к актёрскому составу фильма «Ну разве не романтично?». Это четвёртый совместный фильм Адама и Ребел Уилсон, где они играют влюблённую пару.
18 августа 2019 года Дивайн присоединился к актёрскому составу телесериала «Праведные Джемстоуны», где играет Келвина Джемстоуна. Создателем выступил Дэнни Макбрайд. Сериал посвящен всемирно известной, но неблагополучной семье телеведущих. В сентябре 2019 года канал HBO продлил телесериал на второй сезон.
В феврале 2021 года выйдет анимационная комедия «Пончары. Глобальное закругление», в которой Дивайн озвучил главного героя.

## Личная жизнь
Адам является сторонником «Children’s Miracle Network Hospitals», некоммерческой организации, которая собирает средства для детских больниц по всей территории США. Поскольку он лечился в детской больнице в детстве, он посещает благотворительные мероприятия и навещает детей, где рассказывает свою историю выживания.
С начала 2015 года встречается с коллегой по фильму «Последние девушки» Хлоей Бриджес. 24 октября 2019 года пара объявила о помолвке.

## Фильмография
| Год       |     | Русское название                                     | Оригинальное название                | Роль                                  |
| --------- | --- | ---------------------------------------------------- | ------------------------------------ | ------------------------------------- |
| 2006      | тф  | Почтовый заказ                                       | Mail Order Comedy                    | разные роли                           |
| 2006      | кор | Сосисочная вечеринка                                 | Sausagefest                          | Адам                                  |
| 2006      | кор | Сказки альтернативной вселенной                      | Tales from an Alternate Universe     |                                       |
| 2006      | кор | Автобус разврата                                     | Bang Bus                             | Адам                                  |
| 2006      | кор | Почтовый заказ: Лучшие друзья                        | Mail Order Comedy: Best Friends      |                                       |
| 2007      | ф   | Маменькин сынок                                      | Mama's Boy                           | Альхорн                               |
| 2007      | с   | Ник Кэннон представляет: Короткие комедийные истории | Nick Cannon Presents: Short Circuitz | подросток                             |
| 2008      | кор | Второгодник                                          | Super Seniors                        |                                       |
| 2008      | с   | Фрэнк TV                                             | Frank TV                             | Уолтер / Джек Гербер                  |
| 2008      | с   | 5-й год                                              | 5th Year                             | играет самого себя                    |
| 2009      | ф   | Папенькин сынок                                      | Ratko: The Dictator's Son            | Крис                                  |
| 2009      | с   | Давай еще, Тэд                                       | Better Off Ted                       | Джош                                  |
| 2009      | с   | Кто такая Саманта?                                   | Samantha Who?                        | Тайлер                                |
| 2009      | кор | Религиозный отец                                     | Religious Dad                        | религиозный отец                      |
| 2009      | кор | Прямиком из Мордора                                  | Straight Outta Mordor                | Бульдозер                             |
| 2009      | кор | Волшебники не умирают                                | Wizards Never Die                    | Бульдозер                             |
| 2009      | кор | Смешивание ингредиентов                              | Potion Mixin'                        | Бульдозер                             |
| 2011      | ф   | Типа крутые спартанцы                                | The Legend of Awesomest Maximus      | Эфор 1                                |
| 2011      | с   | Светофор                                             | Traffic Light                        | Тоби                                  |
| 2011—2017 | с   | Трудоголики                                          | Workaholics                          | Адам Димамп                           |
| 2012      | мс  | Трон: Восстание                                      | Tron: Uprising                       | Голт (голос)                          |
| 2012      | ф   | Идеальный голос                                      | Pitch Perfect                        | Бампер Аллен                          |
| 2013      | с   | Сообщество                                           | Community                            | Вилли                                 |
| 2013      | с   | Замедленное развитие                                 | Arrested Development                 | Старски                               |
| 2013      | с   | Пиф-паф комедия                                      | Comedy Bang! Bang!                   | Ник                                   |
| 2013—2016 | с   | Американская семейка                                 | Modern Family                        | Энди Бэйли                            |
| 2013—2017 | мс  | Дядя Деда                                            | Uncle Grandpa                        | Пицца Стив / Генри / Различные голоса |
| 2014      | ф   | Соседи. На тропе войны                               | Neighbors                            | парень на вечеринке                   |
| 2014      | мс  | Санджей и Крейг                                      | Sanjay and Craig                     | Раск Буше (голос)                     |
| 2014      | мс  | Американский папаша!                                 | American Dad!                        | Кристофф (голос)                      |
| 2014—2017 | мс  | Супергерой на полставки                              | Penn Zero: Part-Time Hero            | Бун Уайзман (голос)                   |
| 2015      | ф   | Последние девушки                                    | The Final Girls                      | Курт                                  |
| 2015      | ф   | Идеальный голос 2                                    | Pitch Perfect 2                      | Бампер Аллен                          |
| 2015      | ф   | Стажёр                                               | The Intern                           | Джейсон                               |
| 2015      | мс  | Вселенная Стивена                                    | Steven Universe                      | Пицца Стив (голос)                    |
| 2015      | с   | Святые из Вегаса                                     | Sin City Saints                      | Мэтти                                 |
| 2015      | с   | Пьяная история                                       | Drunk History                        | Павел Беляев                          |
| 2016      | мф  | Ледниковый период: Столкновение неизбежно            | Ice Age: Collision Course            | Джулиан (голос)                       |
| 2016      | ф   | Свадебный угар                                       | Mike and Dave Need Wedding Dates     | Майк Стэнгл                           |
| 2016      | мф  | Полный расколбас                                     | Sausage Party                        | Дерек                                 |
| 2016      | ф   | Почему он?                                           | Why Him?                             | Тайсон                                |
| 2017      | мф  | Лего Фильм: Бэтмен                                   | The Lego Batman Movie                | Барри Аллен / Флэш                    |
| 2017      | ф   | Когда мы познакомились                               | When We First Met                    | Ноа Эшби                              |
| 2018      | ф   | Игра окончена, чувак!                                | Game Over, Man!                      | Алекс                                 |
| 2019      | ф   | Не романтично ли это?                                | Isn't It Romantic                    | Джош                                  |
| 2019      | ф   | Окей, Лекси!                                         | Jexi                                 | Фил                                   |
| 2019—2022 | мс  | Зелёные яйца и ветчина                               | Green Eggs and Ham                   | Сэм-Это-Я                             |
| 2019      | с   | Праведные Джемстоуны                                 | The Righteous Gemstones              | Келвин Джемстоун                      |
| 2020      | ф   | Волшебный лагерь                                     | Magic Camp                           | Энди                                  |
| 2021      | мф  | Пончары. Глобальное закругление                      | Extinct                              | Эд                                    |
| 2023      | ф   | Родители в законе                                    | The Out-Laws                         | Оуэн Браунинг                         |
| 2025      | мф  | Fixed                                                | Fixed                                | Бугай                                 |

## Награды и номинации
| Награды и номинации    | Награды и номинации | Награды и номинации                  | Награды и номинации                                            | Награды и номинации | Награды и номинации |
| Награда                | Год                 | Категория                            | Номинант                                                       | Результат           | Прим.               |
| ---------------------- | ------------------- | ------------------------------------ | -------------------------------------------------------------- | ------------------- | ------------------- |
| Teen Choice Awards     | 2013                | Choice Movie: Прорыв                 | Идеальный голос                                                | Номинация           | [ 42 ]              |
| Teen Choice Awards     | 2013                | Choice Movie: Злодей                 | Идеальный голос                                                | Победа              | [ 43 ]              |
| Teen Choice Awards     | 2014                | Choice TV: Male Scene Stealer        | Американская семейка                                           | Номинация           | [ 44 ]              |
| Young Hollywood Awards | 2014                | Лучший союз                          | Трудоголики (совместно с Блейком Андерсоном и Андерсом Холмом) | Номинация           | [ 45 ]              |
| Teen Choice Awards     | 2015                | Choice Movie: Scene Stealer          | Идеальный голос 2                                              | Номинация           | [ 46 ]              |
| Teen Choice Awards     | 2015                | Choice Movie: Поцелуй                | Идеальный голос 2 (совместно с Ребел Уилсон)                   | Номинация           | [ 47 ]              |
| MTV Movie & TV Awards  | 2016                | Лучший поцелуй                       | Идеальный голос 2 (совместно с Ребел Уилсон)                   | Победа              | [ 18 ]              |
| CinemaCon              | 2016                | Комедийная звезда года               | Адам Дивайн (совместно с Заком Эфроном и Анной Кендрик)        | Победа              |                     |
| People’s Choice Awards | 2017                | Любимый актёр кабельного телевидения |                                                                | Номинация           | [ 48 ]              |
| MTV Movie & TV Awards  | 2017                | Best Comedic Performance             | Трудоголики                                                    | Номинация           | [ 49 ]              |